# Siêu trăng

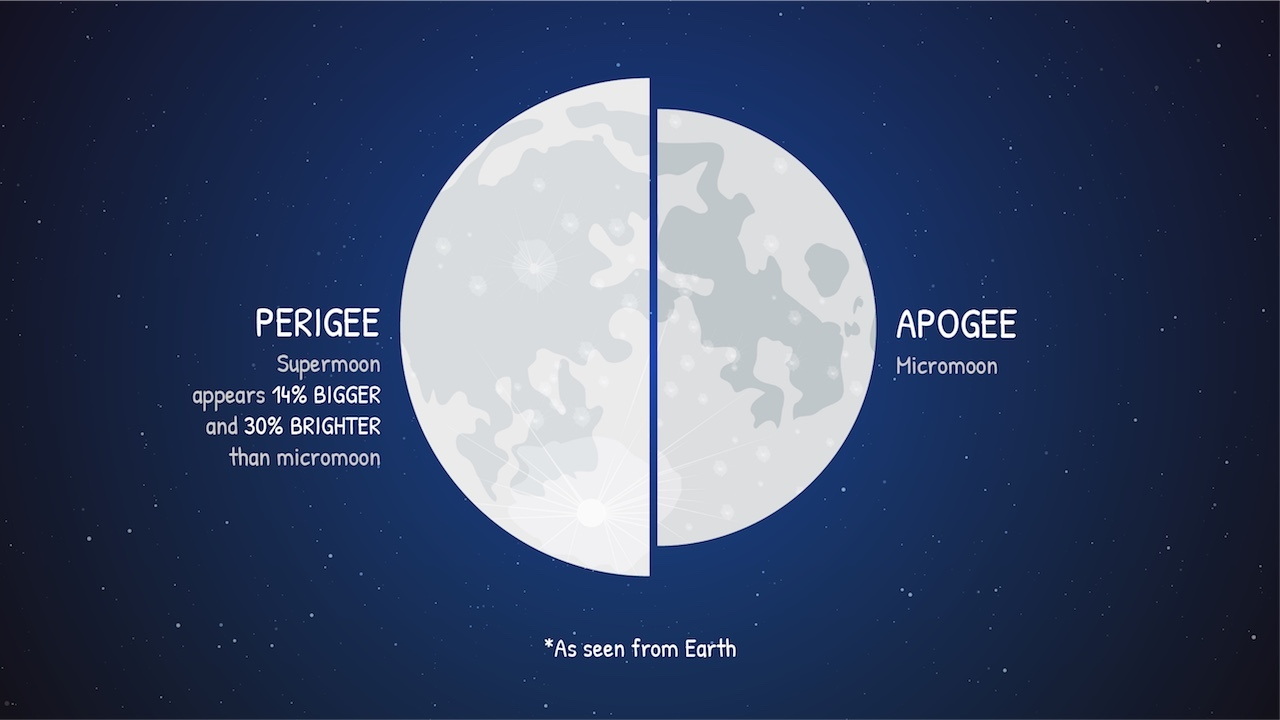
Hình ảnh của NASA cho thấy sự so sánh giữa một siêu trăng (trái) và tiểu trăng (phải)

Siêu Mặt Trăng hay siêu trăng là khi Mặt Trăng vào thời kì trăng tròn hoặc trăng non trùng vào điểm cận địa, tức là điểm trên quỹ đạo của nó mà có khoảng cách gần nhất so với Trái Đất, làm cho kích thước biểu kiến của nó to hơn bình thường khi quan sát từ Trái Đất. Một cách chính xác hơn, đó là vị trí sóc vọng của hệ Mặt Trời–Trái Đất–Mặt Trăng tại cận địa.
Liên hệ của Mặt Trăng với thủy triều của đại dương và của vỏ Trái Đất đã làm nảy sinh các lời đồn đoán cho rằng hiện tượng siêu trăng có thể đi kèm với nguy cơ gia tăng của các sự kiện cực đoan như động đất và sóng thần, mặc dù không có chứng cứ.
Tương tự ta có tiểu trăng là vị trí sóc vọng ở điểm viễn địa của Mặt Trăng (có khoảng cách xa nhất), khi đó Mặt Trăng có kích thước biểu kiến nhỏ hơn bình thường.
Các khoảng cách hình học khác nhau của Mặt Trăng mỗi tháng dao động trong khoảng từ gần nhất là 357.000 km (222.000 dặm Anh) đến xa nhất là 406.000 km (252.000 dặm Anh) do quỹ đạo hình elip quanh Trái Đất.

## Biểu hiện

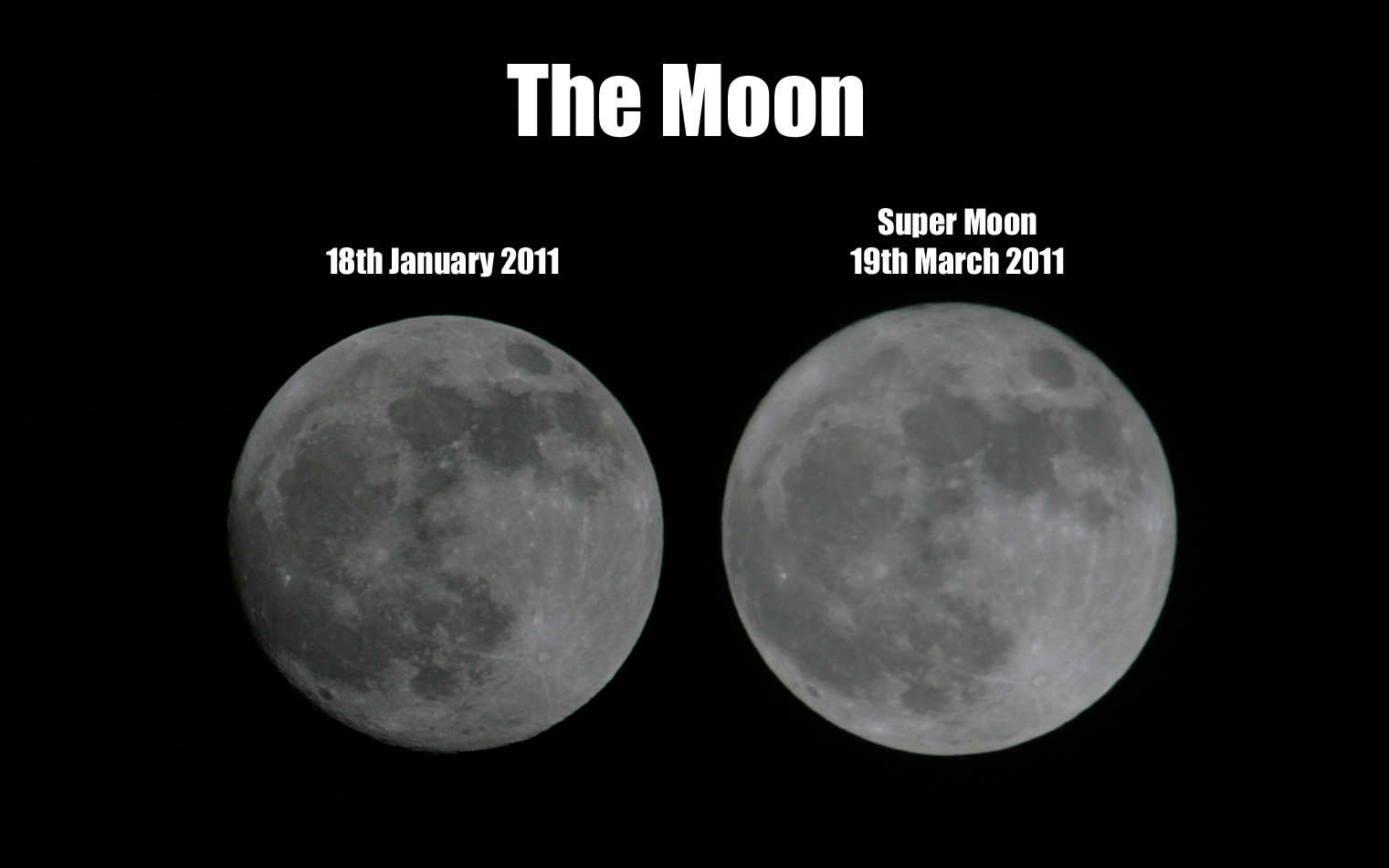
Siêu trăng ngày 19 tháng 3, 2011 (bên phải), so với một trăng tròn bình thường ngày 18 tháng 1, 2011 (bên trái), khi quan sát từ Trái Đất.

Trăng tròn ở điểm cận địa xuất hiện với đường kính biểu kiến lớn hơn khoảng 14% so với ở điểm viễn địa. Nhiều người quan sát khẳng định rằng Mặt Trăng trông có vẻ to hơn đối với họ. Điều này có thể là do các quan sát được thực hiện sau khi Mặt Trời lặn, khi Mặt Trăng tròn ở gần đường chân trời và ảo giác Mặt Trăng là rõ rệt nhất.
Trong khi độ chói sáng của bề mặt Mặt Trăng vẫn giữ nguyên, bởi vì nó ở gần Trái Đất hơn nên độ rọi sẽ sáng hơn 30% so với khi nó ở điểm xa Trái Đất nhất, hay điểm viễn địa. Điều này là do định luật bình phương nghịch đảo đối với ánh sáng, theo đó lượng ánh sáng nhận được trên Trái Đất sẽ thay đổi tỉ lệ nghịch với bình phương khoảng cách tới Mặt Trăng. Một siêu trăng ở ngay trên đỉnh đầu có thể có độ rọi tới 0.36 lux.

## Ảnh hưởng lên Trái Đất
Các tuyên bố rằng siêu trăng có thể gây ra thiên tai, gồm cả khẳng định của Richard Nolle rằng siêu trăng gây ra "chấn động địa chất", đã bị phủ nhận bởi các nhà khoa học.
Tuy rằng thiếu bằng chứng khoa học, đã có nhiều tin đồn trên các phương tiện truyền thông rằng các thảm họa tự nhiên, chẳng hạn trận động đất và sóng thần Tōhoku 2011 và động đất và sóng thần Ấn Độ Dương 2004, có mối liên hệ nhân quả với thời kỳ 1–2 tuần xung quanh một siêu trăng. Một trận động đất lớn 7.5 độ với tâm chấn cách Culverden, New Zealand 15 km về phía đông nam xảy ra vào lúc 00:03 theo giờ NZDT ngày 14 tháng 11 năm 2016, trùng hợp với một siêu trăng. Động đất tại Tehran vào ngày 8 tháng 5, 2020 cũng trùng hợp với một siêu trăng.
Các nhà khoa học đã xác nhận rằng ảnh hưởng tổng cộng của Mặt Trời và Mặt Trăng lên các đại dương trên Trái Đất, hay thủy triều, là cực đại khi Mặt Trăng ở pha trăng tròn hoặc non, và khi Mặt Trăng ở điểm cận địa, lực thủy triều có phần mạnh hơn, dẫn đến triều cường cận điểm. Tuy nhiên, ngay cả khi nó mạnh nhất, lực này vẫn là khá yếu, chỉ gây ra chênh lệch thủy triều tối đa cỡ vài inch.